# Língua waama
Waama, ou Yoabu,´r uma língua Gur falada por cerca de 50 mil pessoas no Benin.

## Escrita
A forma do alfabeto latino usado pela língua Waama não usas as letras G, H, J, Q, V, Z; Usam-se as formas Kp, Ɛ, Ŋ, Ɔ

## Amostra de texto
Yiriba na bà sikindo dare bà mɛɛri, da seena yirimma mii bà ta da i nɛki bà tɔɔba.
Português
Todos os seres humanos nascem livres e iguais em dignidade e direitos. Eles são dotados de razão e consciência e devem agir uns com os outros com espírito de fraternidade. (Artigo 1 da Declaração Universal dos Direitos Humanos)